# Bardvalar

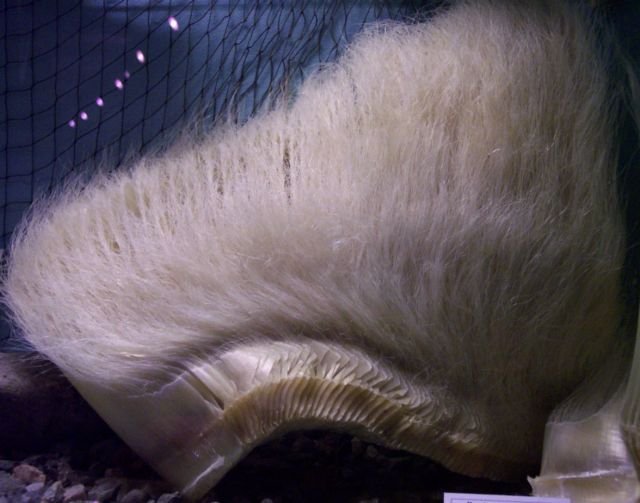
Barder hos en val

Bardvalarna (Mysticeti) består av 13 arter, fördelat på fyra familjer (gråvalar, fenvalar, rätvalar och dvärgrätvalar), vilka är de största av de nu levande däggdjuren (en blåval kan bli över 30 meter lång och väga nästan 200 ton).

## Kännetecken
Kännetecknande för bardvalar är att de istället för tänder har barder hängande från överkäken för att sila plankton. Barderna är en silapparat som har sitt ursprung i förhornade gomlister. I varje käke finns upp till 450 barder. Käkarna är symmetriska. Tänder förekommer bara hos foster. Däremot är fossil av medlemmar i gruppen kända som hade tänder istället för barder. I motsats till tandvalar har bardvalar blindtarm samt två blåshål och deras fontän liknar därför ett "V". 
Förutom dvärgrätvalen, som är mellan 2,5 och 6 meter, är bardvalarna mellan åtta och 30 meter långa.

## Föda
Bardvalar livnär sig av de animaliska beståndsdelar i plankton eller av andra mindre havsdjur som till exempel krill. Några arter äter även fiskar. För att komma åt födan upptar valen stora mängder vatten. 
Fenvalar har därför en elastisk säck av hud vid underkäken. När munnen är fylld pressar valen ut vattnet med tungan och födan fastnar i barderna som har funktionen av ett filter. Rätvalar simmar däremot med öppen mun och gråvalen filtrerar även bottensediment.

## Levnadssätt

### Vandringar
Bardvalar lever i alla oceaner och de utför vandringar som är relaterade till årstiden. Under sommaren vistas de i kalla och näringsrika områden nära Arktis eller Antarktis. Utanför dessa områden upptar de bara mindre mängder av föda och fastar över flera månader. Vintrarna tillbringar de i varmare regioner där de fortplantar sig. Gråvalen är det däggdjur som utför de längsta vandringarna.

### Hopp
Trots arternas väldiga vikt har de förmåga att hoppa så att stora delar av kroppen eller till och med hela kroppen hamnar i luften. Särskilt känd för detta beteende är knölvalen men även andra bardvalar hoppar. Varför de hoppar är inte utrett.

### Läten
Det saknas vetenskapliga bevis om bardvalar liksom tandvalar kan använda ekolokalisering för att hitta sin föda. Å andra sidan kan de utstöta starka läten i infraljud. För de största arterna i gruppen kan dessa läten registreras på 100 km avstånd. En enskild variant är knölvalens sånger med komplexa ljudsekvenser som även ändras med tiden. Det antas att dessa sånger tillhör valens parningslek.

## Systematik
Underordningen delas vanligen i fyra familjer:
- Rätvalar (Balaenidae), har inga rännor på huvudets undersida, är upp till 16 meter lång.
- Dvärgrätvalar (Neobalaenidae), räknas ibland till den förstnämnda gruppen, är inte lika utforskad som andra bardvalar, består bara av en art.
- Gråvalar (Eschrichtiidae), består likaså bara av en art.
- Fenvalar (Balaenopteridae), har rännor på huvudets undersida och ibland även på buken, huvudet är i jämförelse till den övriga kroppen mindre än hos rätvalar, har alltid en ryggfena (vissa arter i de förstnämnda grupperna saknar ryggfena), i familjen finns de största valarna.

## Status
Flera bardvalsarter är starkt hotade på grund av valfångst, även om fångstbegränsningar har införts. Internationella valfångstkommissionen presenterar emellanåt statistik för bardvalsarternas olika antal, men det är osäkra siffror. Vissa arter har ökat i antal sedan en fridlysning infördes 1986.